# Beate Uhse (bedrijf)
Beate Uhse Group BV is een erotiekbedrijf gevestigd in Veendam, Nederland.

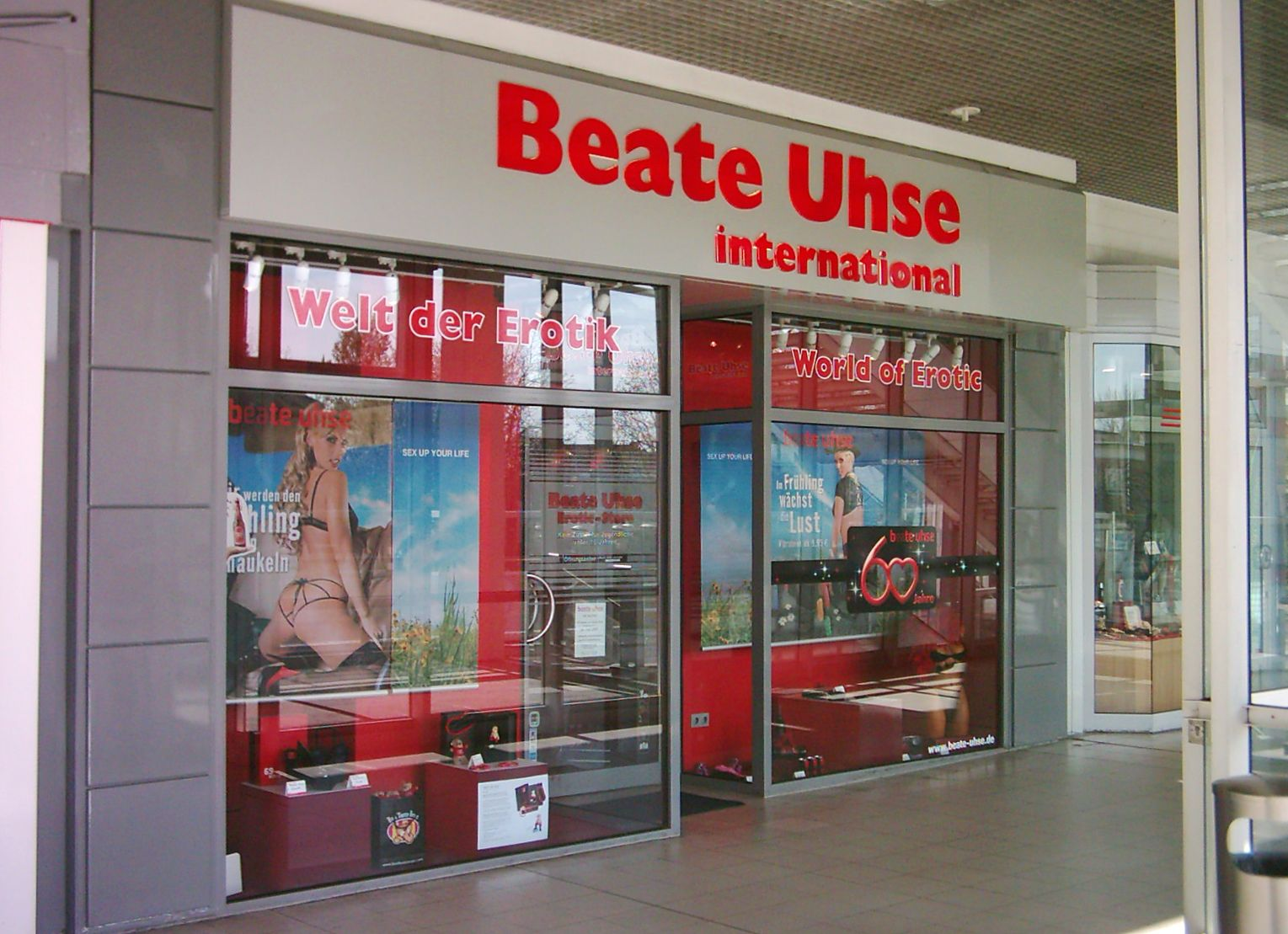
Beate Uhse seksshop in Hamburg

## Geschiedenis
Het bedrijf werd in 1951 opgericht als 'Postorderbedrijf Beate Uhse' door de Duitse pilote Beate Uhse. Naast condooms bevatte het assortiment ook boeken over seksuele hygiëne en anticonceptie. Het bedrijf begon met vier werknemers en had er twee jaar later al veertien. In 1962 werd 's werelds eerste seksshop geopend in Flensburg.

### Bedrijfsontwikkeling
De vraag naar 'virtuele seks' en de verhuur en verkoop van pornografische films is sinds ongeveer 2000 aanzienlijk gedaald. Naast de digitalisering wordt de erotische markt overspoeld met goedkope pornofilms voor prijzen van vijf euro of minder. Om die redenen begon het bedrijf een andere aanpak in de steden, met vriendelijke, goed verlichte, high-end flagship stores in de stadscentra van grote steden. Deze winkels waren vooral gefocust op een vrouwelijke doelgroep.
Tussen 1990 en 2005 werden in Zwitserland 34 winkels onder het Beate Uhse-merk geopend. Sinds 2005 opereert deze winkelketen zelfstandig onder het merk 'Magic X'.
In de zomer van 2014 ontdekte de winkelketen moslimvrouwen als nieuwe doelgroep en ondersteunde hierbij het Nederlandse bedrijf 'El Asira'. Samen ontwikkelden ze sharia-conforme erotische artikelen met het predicaat 'halal lifestyle'.
Begin 2020 werd het bedrijf door de EQOM Group overgenomen als 'Beate Uhse Group BV' in Veendam.

## Merken
Het bedrijf opereert onder verschillende merken, dat wil zeggen bedrijfsnamen. 'Beate Uhse' is het overkoepelende merk van de groep. Het Nederlandse postordermerk 'Pabo', opgericht in 1984, maakt sinds 1999 deel uit van de groep. De Duitse en Oostenrijkse takken van dat merk hielden in april 2011 op te bestaan. De Nederlandse 'Christine le Duc', opgericht door Hans Hertog in 1968, maakt sinds 2003 ook deel uit van het concern. Ook is Beate Uhse in Frankrijk bekend als Adam et Eve.